# Holland
Holland je priimek več oseb:
- Agnieszka Holland, poljska filmska režiserka
- Bill Holland, ameriški dirkač Formule 1
- Dave Holland, angleški bobnar
- Derek Holland, ameriški bejzbolist
- Edward Milner Holland, britanski general
- John Charles Francis Holland, britanski general
- Mike Holland, ameriški smučarski skakalec